# Jampäl Tsültrim (Ganden tripa)
Jampäl Tsültrim  was een 19e-eeuws Tibetaans geestelijke. Hij was de eerste tulku als Khamlung.
Hij was de tweeënzeventigste Ganden tripa van 1831 tot 1837 en daarmee de hoofdabt van het klooster Ganden en hoogste geestelijke van de gelugtraditie in het Tibetaans boeddhisme.